# Kurt Dreesen
Kurt Dreesen (24 juni 1973) is een voormalig Belgisch voetballer die speelde als middenvelder.

## Carrière
Dreesen speelde zes seizoenen voor de eerste ploeg van Genk alvorens uitgeleend te worden aan KFC Turnhout. Hierna maakte hij een transfer naar Patro Eisden MM. In 2001 speelde hij voor zowel Bocholt VV en Maaseik FC alvorens zijn carrière af te sluiten in 2002 bij de laatst genoemde.